# Вадская, Фелякская и Клужская архиепископия
Вадская, Фелякская и Клужская архиепископия (рум. Arhiepiscopia Vadului, Feleacului și Clujului) — епархия Румынской православной церкви с центром в городе Клуж-Напока. Входит в состав Митрополии Клужа, Марамуреша и Сэлажа. Объединяет приходы и монастыри жудецов Клуж и Бистрица-Нэсэуд.
Правящий архиерей — архиепископ Вадский, Фелякский и Клужский Андрей (Андрейкуц) (с 25 марта 2011 года).

## История
Вадская, Фелякская и Клужская епархия была основана 18 июля 1921 года. Своё название она получила в честь существовавших на этой территории Вадской (XVI—XVII века) и Фелякской (конец XV — первая половина XVI века) епархий. 11 июня 1973 года епархия возведена в ранг архиепископии.

## Благочиния
В жудеце Клуж:
- Клуж I
- Клуж II
- Турда
- Деж
- Хуедин
- Герла

В жудеце Бистрица-Нэсэуд:
- Бистрица
- Нэсэуд
- Беклян

## Архиереи
- Николай (Иван) (19 декабря 1921 — 3 февраля 1936)
- Николай (Колан) (29 июня 1936 — 23 мая 1957)
- Феофил (Хериняну) (22 декабря 1957 — 3 ноября 1992)
- Варфоломей (Анания) (7 февраля 1993 — 31 января 2011)
- Андрей (Андрейкуц) (с 25 марта 2011)

### Викарии
- Юстиниан (Кира), епископ Марамурешский (9 сентября 1973 — 26 сентября 1990)
- Ириней (Поп), епископ Бистрицкий (2 ноября 1990 — 19 мая 2011)
- Василий (Флуераш), епископ Сомешский (15 августа 1998 — 17 декабря 2019)
- Венедикт (Веса), епископ Бистрицкий (23 февраля 2020 — 27 марта 2025)